# Luverne (Dakota del Norte)
Luverne es una ciudad ubicada en el condado de Steele en el estado estadounidense de Dakota del Norte. En el censo de 2010 tenía una población de 31 habitantes y una densidad poblacional de 46,94 personas por km².

## Geografía
Luverne se encuentra ubicada en las coordenadas 47°15′5″N 97°56′6″O / 47.25139, -97.93500. Según la Oficina del Censo de los Estados Unidos, Luverne tiene una superficie total de 0.66 km², de la cual 0.66 km² corresponden a tierra firme y (0%) 0 km² es agua.

## Demografía
Según el censo de 2010, había 31 personas residiendo en Luverne. La densidad de población era de 46,94 hab./km². De los 31 habitantes, Luverne estaba compuesto por el 90.32% blancos, el 0% eran afroamericanos, el 6.45% eran amerindios, el 0% eran asiáticos, el 0% eran isleños del Pacífico, el 0% eran de otras razas y el 3.23% pertenecían a dos o más razas. Del total de la población el 0% eran hispanos o latinos de cualquier raza.